# Nicolás López (regista)
Nicolás López Fernández (Santiago del Cile, 16 marzo 1983) è un regista, produttore cinematografico e attore cileno.

## Filmografia

### Regista
- Pajero - cortometraggio (1998)
- Superheroes - cortometraggio (1999)
- Florofilia - cortometraggio (2000)
- Promedio rojo (2004)
- Super Niño Bully - cortometraggio (2007)
- Santos, la película (2007)
- Qué pena tu vida (2010)
- Qué pena tu boda (2011)
- Qué pena tu familia (2012)
- Aftershock (2012)
- Sin filtro (2016)

### Produttore
- Pajero (1999)
- Superhéroes (1999)
- Florofilia (2000)
- Ángel Negro (2000)
- Cesante (2003)
- Promedio rojo (2004)
- Normal con Alas (2007)
- Santos (2007)
- Peleles (2011)
- Knock Knock, regia di Eli Roth (2015)
- Madre, regia di Aaron Burns (2016)

### Sceneggiatore
- Knock Knock, regia di Eli Roth (2015)
- Sin filtro, regia di Nicolás López (2016)

### Attore
- Cesante (2003)
- Piloto MTV (2004)
- Promedio Rojo (2004)
- Se arrienda (2005)
- Santos (2007)
- El brindis (2008)
- Alone (2008)

## Riconoscimenti

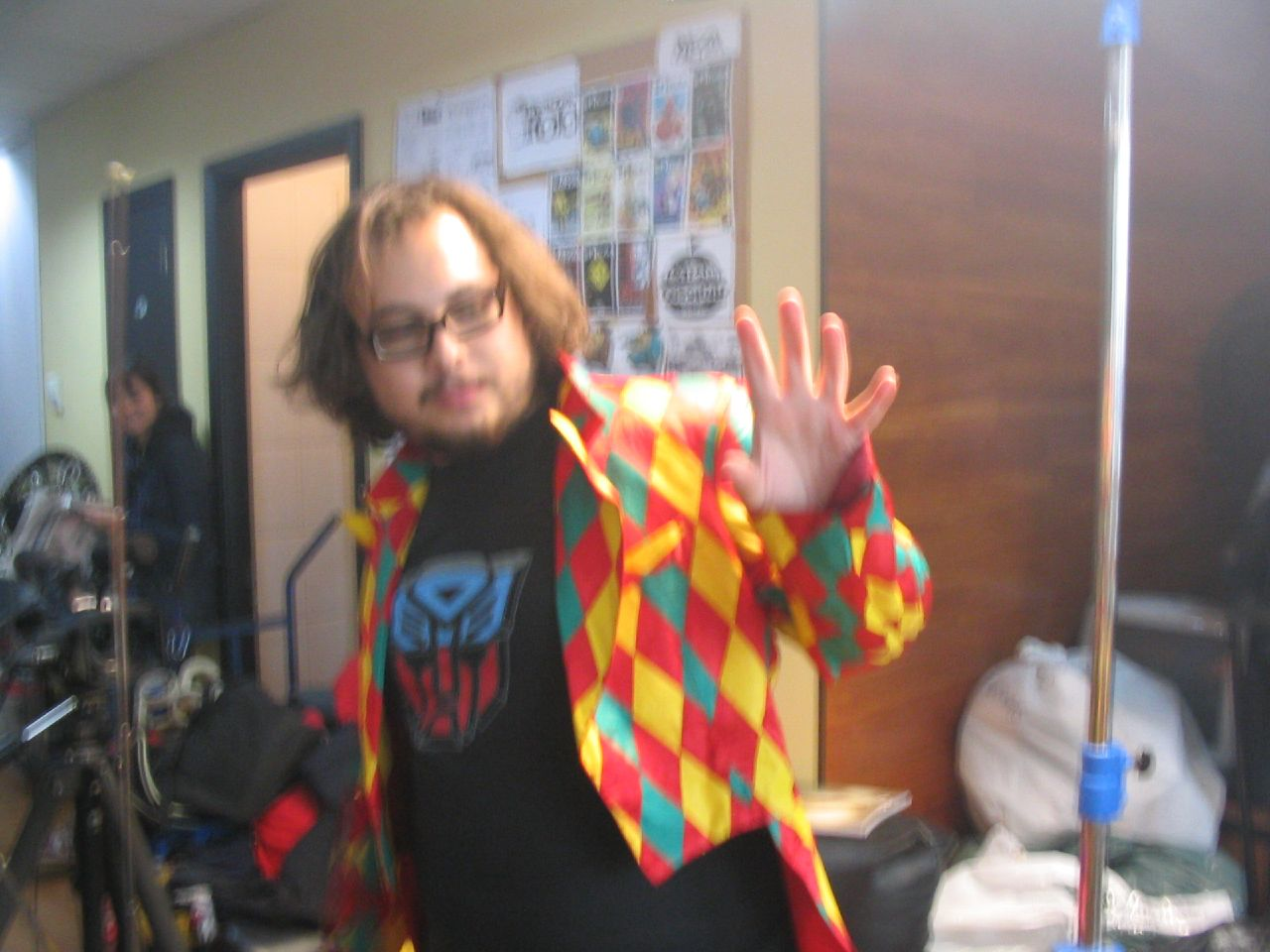
Nicolás López in Piloto MTV (2003).

### Nomination
- Tokyo Grand Prix 2004, per Promedio Rojo.
- Festival internazionale del cinema di Mar del Plata
- Sitges - Festival internazionale del cinema fantastico della Catalogna
- SXSW Film Festival
- Los Angeles Film Festival

### Premi
- Festival Internacional de Cine de Viña del Mar 2004, premio della giuria per Promedio Rojo.
- Premio APES 2004, regista rivelazione.
- Rock & Pop "Aguards" 2005, miglior pellicola cilena.